# لسان مغربي
اللُسّان المغربي (باللاتينية: Carduus getulus) نوع نباتي يتبع جنس اللُسّان من الفصيلة النجمية.

## الموئل والانتشار
ينتشر في بلاد الشام ومصر والمغرب العربي.